# Реймонд Дюрґнат
Ре́ймонд Дюрґна́т (англ. Raymond Durgnat, нар. 1 вересня 1932, Лондон, — 19 травня 2002, Лондон) — британський кінокритик та поет. Серед його найбільш відомих книг називають «Фільм та почуття» (1967), «Дзеркало для Англії: британські фільми від аскетизму до надмірності» (1970) «Дивна справа Альфреда Гічкока» (1974). Він також писав про Луїса Бунюеля, Жана Ренуара, Жоржа Франжю та Кінга Відора. Його книга про фільм «Психо» (1960) Гічкока була опублікована посмертно. Дюрґнат писав для журналів «Films and Filming», «Movie», «Time Out», «Oz» та «Film Comment» серед багатьох інших.

## Життєпис
Дюрґнат народився у Лондоні 1 вересня 1932 року в родині шведських імігрантів, в нього був старший брат Пітер. Його батьки приїхали до Великої Британії у 1924 році, спочатку його батько працював декоратором вітрин, а у 1932 році відкрив свій галантерейний магазин в Уолтемстоу, де Дюрґнат з братом допомагали продавати іграшки напередодні Різдва.
Під час Другої світової війни Дюрґнат навчався у декількох школах, серед яких був і один заклад виключно для дівчат, спогади про цей період зумовили його ставлення до надмірно «істеричних» проявів фемінізму. Йому було дев'ятнадцять років, коли його перший есей про кіно було опубліковано в журналі «Sight and Sound» у 1951 році.
Вивчав англійську в Пембрук-коледжі (Кембрідж), потім викладав у Коледжі мистецтва та дизайну імені святого Мартіна. У 1960 році отримав стипендію на факультеті досліджень кіно у Школі образотворчих мистецтв Слейда (Університетський коледж Лондона), деканом якого був режисер та кінокритик Торольд Дікінсон. Саме під впливом цього періоду були написані такі книги Дюрґната як «Ерос та кіно» (1966), «Фільми та почуття» (1967), «Луїс Бунюель» (1967), «Жорж Франжю» (1967), а також дослідження популярного британського кіно. У 1969 році була видана збірка його віршів.
Дюрґната часто порівнюють з іншим британським кінокритиком — Робіном Вудом через певну близькість тематики та відстороненність від британського академічного середовища. Дюрґнат викладав переважно у невеликих коледжах, а також Колумбійському та Каліфорнійському університеті (Сан-Дієго), де він познайомився з французьким режисером Жаном-П'єром Горіним та кінокритиком Джонатаном Розенбаумом. У період між 1975 — 1999 роками він опублікував лише одну книгу (про Кінга Відора), але постійно друкувався у журналах.
У другій половині 1990-х років був запрошеним професором в Університеті Східного Лондона.
Останньою працею Дюрґната, підготованою їм до друку за свого життя, стала книга «Уважний погляд на Психо», яку було видано Британським Інститутом Кіно у 2002 році.
Протягом свого життя Дюрґнат жив сам та ніколи не був одружений. Помер у віці шістдесяти дев'яти років після короткотривалої хвороби. 

## Погляди
Критично поставився до теорії авторського кіно, яку вважав «поїденою міллю догмою», та позиції журналу «Movie», яка наслідувала традицію структурного марксизму («чергова марксистська пастка»). Був одним із перших критиків, який звернувся до питання про участь «аудиторії» у творчому процесі (ця проблема цікавила також Робіна Вуда та Девіда Бордвелла). Критично ставився до панівних течій візуальної критики 1960—1970-х років — семіотичного аналізу, структуралізму та постструктуралізму.
Для нього були важливими концепти «почуття», «настрою», «натяку» та «ритму» у кіно. У 1979 році на конференції, що проходила в межах Венеційського бієнале, він розкритикував «елітизм, езотеризм та інтелектуальний снобізм», а також «теоретичну кататонію» панівних напрямків кінокритики.
Виходячи зі ставлення митця до аудиторії Дюрґнат виділяв три види естетичних теорій:
- «теорії комунікації» — митець прагне розділити з аудиторією емоції, або висловити своє ставлення до того або іншого питання, водночас його мотивація залишається іррелевантною (Гюстав Флобер писав до «невидимих друзів»);
- «теорії самовираження» — митець об'єктифікує своє бачення світу, створюючи герметичні самодостатні твори (Джексон Поллок, Карел Аппел). До цієї групи відносяться «художники дії», для яких має значення жест, що не полишає сліду, китайські поети, які писали вірші на паперових корабликах, Жак Превер, сюрреалісти, художній твір для яких — це «особистий щоденник, що не тільки не мав би бути опублікований, але навіть написаний»;
- третій тип митця прагне не повідомити інших людей про свої індивідуальні почуття і не сублімувати свої фантазії у творі, а радше «висловити почуття інших людей для них самих», таким чином його власні почуття впливають на змальовування інших, але сам він залишається майже невидимим (прикладами цієї моделі стають не тільки критики, але постаті класичного мистецтва та представники масмедіа).[4]